# Oliver Heald (homme politique)
Sir Oliver Heald, né le 15 décembre 1954 à Reading, est un avocat britannique et un homme politique du Parti conservateur, qui est député pour Hertfordshire Nord-Est de 1992 à 2024.

## Jeunesse
Heald est né à Reading, Berkshire, et étudie à la Reading School et au Pembroke College de Cambridge, où il étudie le droit. Il est admis au barreau du Middle Temple en 1977 et est avocat à Londres et à East Anglia au Fenners Chambers à Cambridge de 1979 jusqu'à ce qu'il soit nommé ministre du gouvernement en 1995.
Il devient président de la North Hertfordshire Conservative Association pendant deux ans à partir de 1984. Il se présente sans succès pour le siège de Southwark et de Bermondsey dans l'arrondissement londonien de Southwark aux élections générales de 1987, et termine à la troisième place à 12 550 voix derrière le député libéral sortant Simon Hughes. Il devient le vice-président de l'Association conservatrice de Southwark et Bermondsey en 1988 pendant cinq ans, devenant le président pendant cinq ans à partir de 1993.

## Début de carrière
Heald est élu à la Chambre des communes pour le North Hertfordshire aux élections générales de 1992 après la retraite du député conservateur Ian Stewart. Il remporte le siège avec une majorité de 16 531 voix et l'occupe encore. Il prononce son premier discours le 9 juin 1992 dans lequel il parle de ses débuts politiques sur une boîte à savon au Speakers' Corner.
Au Parlement, il siège au comité spécial de l'éducation pendant deux ans à partir de 1992. Il est nommé secrétaire privé parlementaire (SPP) du ministre d'État du ministère de l'Intérieur Peter Lloyd en 1994. Plus tard dans l'année, il est le SPP du ministre de l'Agriculture, de la Pêche et de l'Alimentation, William Arthur Waldegrave.
Il est promu au gouvernement de John Major en 1995 lorsqu'il est nommé Sous-secrétaire d'État parlementaire au ministère de la Sécurité sociale, où il reste jusqu'à la chute du gouvernement conservateur en 1997. En 1995, il introduit la loi sur les compagnies d'assurance (réserves).

## Dans l'opposition
Le siège qu'il représente est aboli en 1997 et, depuis cette élection générale, il est élu au Parlement pour le nouveau siège du North East Hertfordshire. Après l'élection, il devient whip de l'opposition sous la nouvelle direction de William Hague, avant de devenir porte-parole des affaires intérieures avec la responsabilité des questions de police. Il est nommé porte-parole à la santé par Iain Duncan Smith en 2001. Il rejoint le cabinet fantôme de Michael Howard en tant que chef fantôme de la Chambre des communes en 2003. En 2004, il est nommé secrétaire d'État fantôme aux Affaires constitutionnelles et en 2005, il est nommé par David Cameron au poste de Chancelier du duché de Lancastre du cabinet fantôme.
En juillet 2007, il devient député d'arrière-ban après 13 années de service continu au sein du banc avant conservateur. De novembre 2007 à septembre 2012, il est membre du comité spécial du travail et des pensions et de mars 2008 à septembre 2012, il est membre du comité des normes de la vie publique. De juillet 2010 à septembre 2012, il est membre du Comité des normes et des privilèges de la Chambre des communes et de la délégation britannique auprès du Conseil de l'Europe.

## Retour au gouvernement
En 2012, Heald revient au gouvernement en tant que solliciteur général même s'il a auparavant aidé à diriger la rébellion contre le projet de loi de réforme de la Chambre des lords, auquel il s'est vigoureusement opposé. Cependant, il n'a pas voté pour ou contre le projet de loi, ce qui a probablement amélioré ses chances de promotion. Le 29 septembre 2016, il est nommé au Conseil privé du Royaume-Uni.
Heald est opposé au Brexit avant le référendum de 2016. En décembre 2017, il vote avec son homologue conservateur Dominic Grieve et neuf autres députés conservateurs contre le gouvernement, et en faveur de la garantie d'un « vote significatif » au Parlement sur tout accord de Theresa May avec Bruxelles sur le Brexit,.

## Vie privée
Heald est le président exécutif de la Society of Conservative Lawyers en juillet 2008. Il s'intéresse particulièrement à la santé.
Lui et son épouse Christine Whittle vivent dans sa circonscription de Hertfordshire, dans le bourg de Royston ; ils ont un fils et deux filles. Sa fille Sarah s'est présentée comme candidate conservatrice à Manchester Withington aux élections de 2017.